# Marchese di Villabianca-Sampolo
Marchese di Villabianca-Sampolo è la quarantaduesima unità di primo livello di Palermo.
È situata nella zona centro-settentrionale della città; fa parte dell'VIII Circoscrizione.